# Bernhard Fuchs (Theologe)
Bernhard Fuchs (* 23. Januar 1814 in Elchingen; † 6. Mai 1852 in München) war ein deutscher Theologe.

## Leben
Er studierte von 1832 bis 1837 Theologie und Philosophie in Dillingen an der Donau. 1839 war er Kurat bei St. Johann in München. 1840 wurde er Studienlehrer in Kaufbeuren. Nach der Promotion 1842 zum Dr. theol. in München wurde er 1844 Domprediger in München. Ab 1845 war Professor für Moraltheologie an der LMU München.

## Schriften (Auswahl)
- Predigt über die Bedeutung der Fronleichnamsfeier. Gehalten am Sonntage in der Fronleichnamsoctav 1839 in der St. Martinskirche zu Kaufbeuren. Augsburg 1839, OCLC 635064815.
- Die Bedeutung des heiligen Messopfers. Eine Predigt zur Primiz-Feier des neugeweihten Priesters Johann Baptist Bockhart; gehalten in der Pfarrkirche der Neustadt Kempten am Feste des heiligen Ulrich 1843. Kempten 1843.
- Institutiones theologiae christianae moralis : ex veterum potissimum sententiis conscripsit ad usum scolarum suarum. Augsburg 1848.
- System der christlichen Sittenlehre, oder katholische Moraltheologie. Augsburg 1851.